# Puig de la Torroella
El Puig de la Torroella és una muntanya de 1.886 metres que es troba al municipi de Vilallonga de Ter, a la comarca catalana del Ripollès.